# Boel Godner
Boel Cecilia Godner, tidigare Buller, född Magnusson 8 september 1966 i Kalmar, är en svensk socialdemokratisk politiker.
Godner är uppvuxen i Rockneby utanför Kalmar och läste samhällsvetenskapliga linjen på Stagneliusskolan 1982–1985, och studerade sedan vidare på Lärarhögskolan i Stockholm 1996–1998. Hon flyttade till Södertälje 1991.
Godner var som ung lokal ordförande i SSU och kommunfullmäktigeledamot i Kalmar kommun. Hon arbetade senare på Socialdemokraternas partikansli innan hon 2011 valdes till kommunstyrelsens ordförande och kommunalråd i Södertälje kommun, som efterträdare till Anders Lago. Hon är även ordförande i Telge AB.